# Bureaucratie, l'utopie des règles

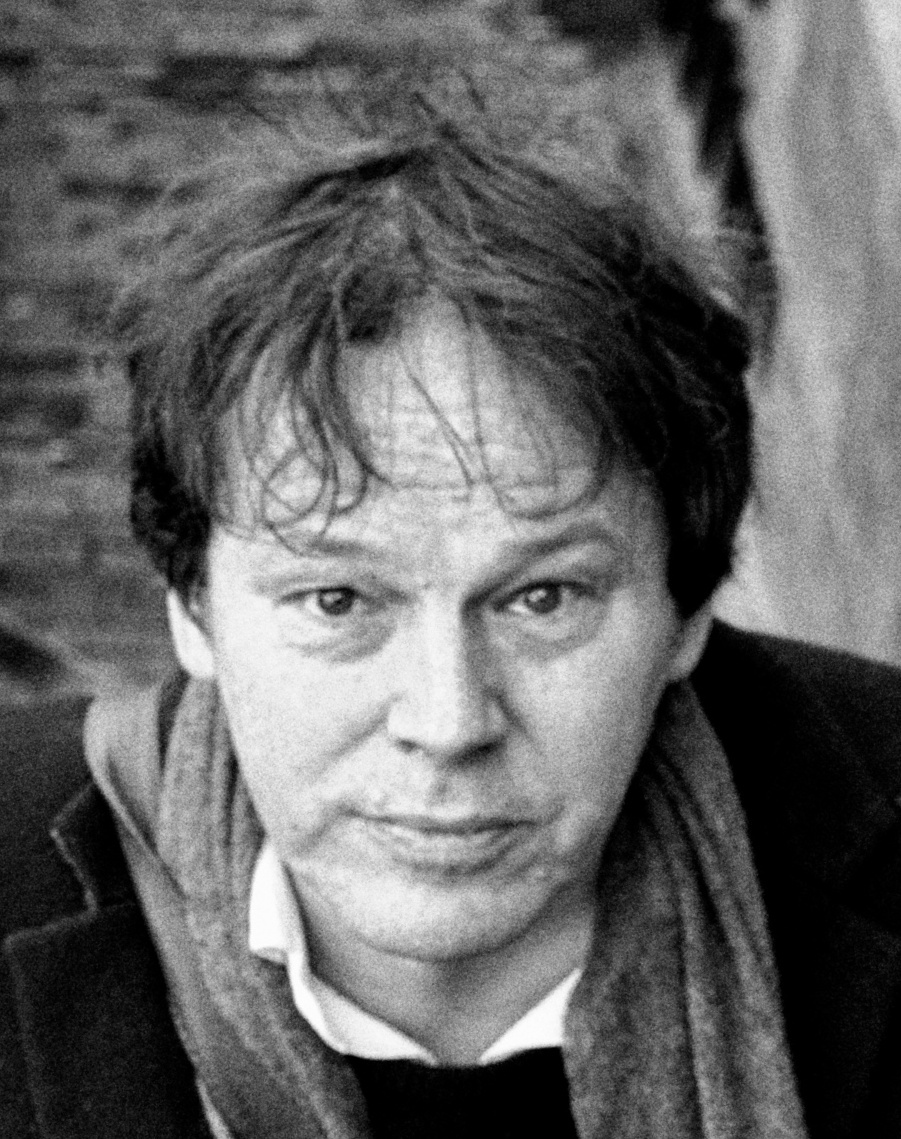
L'auteur en 2015.

Bureaucratie, l’utopie des règles est un livre de l'anthropologue David Graeber sur la manière dont les populations « s'identifient » et sont influencées par les bureaucraties. Publié en 2015 aux États-Unis, il est traduit en français la même année.

## Éditions
Sous le titre The Utopia of Rules : On Technology, Stupidity, and the Secret Joys of Bureaucracy est publié par Melville House Publishing en 2015.

## Accueil critique
- Éric Aeschimann, évoque dans L'Obs, « une réflexion passionnante, qui s’ouvre par un récit à la première personne, où Graeber raconte sa propre rencontre avec le Léviathan bureaucratique »[1].

- Pour le quotidien Libération, l'auteur « analyse comment la société libérale, plus que les sociétés socialistes, produit procédures, formulaires et règlements. Une «utopie bureaucratique» mise en place par les puissants pour leurs seuls profits, et mettant fin au développement technologique. »[2]